# Odile Vuillemin
Odile Vuillemin (Châlons-en-Champagne, 8 luglio 1976) è un'attrice francese.

## Biografia
Nata da padre ingegnere e madre casalinga, ha quattro sorelle.
Dopo essersi trasferita con la sua famiglia a Metz, si diploma in sociologia e psicologia e successivamente studia recitazione.
Esordisce nel mondo del cinema con Le Doux Amour des hommes di Jean-Paul Civeyrac, film candidato al Festival di Berlino nel 2002.
Recita poi in Podium di Yann Moix (2004) e in À tout de suite di Benoît Jacquot (2004), film candidato al Festival di Cannes.

In Italia è nota per la serie televisiva Profiling, nel ruolo della criminologa Chloé Saint-Laurent.

## Filmografia

### Cinema
- Le Doux Amour des hommes, regia di Jean-Paul Civeyrac (2002)
- Podium, regia di Yann Moix (2004)
- À tout de suite, regia di Benoît Jacquot (2004)
- Cyprien, regia di David Charhon (2009)
- J'aime regarder les filles, regia di Fred Louf (2011)
- Furax (2012), regia di Nathan George (2012)
- Love Is in the Air: Turbolenze d'amore (Amour & turbulences), regia di Alexandre Castagnetti (2013)

### Televisione
- C'est votre histoire - serie TV, episodio 2 "Double face" (2007)
- Profiling (Profilage) - serie TV, 66 episodi (2009-2016)
- Xanadu - Una famiglia a luci rosse (Xanadu) - serie TV, episodi 1x03-1x07 (2011)
- L'amore sbagliato (L'Emprise) - film TV, regia di Claude-Michel Rome (2015)
- Entre deux mères - film TV, regia di Renaud Bertrand (2016)
- Delitto a Courrières (Les Crimes Silencieux) - film TV, regia di Frédéric Berthe (2017)
- Né sous silence - film TV, regia di Thierry Binisti (2018)
- Les Innocents - mini serie TV, 6 episodi (2018)
- Piégés - film TV, regia di Ludovic Colbeau-Justin (2018)
- Un Homme Parfait - film TV, regia di Didier Bivel (2019)
- La Dernière Vague - mini serie TV, 6 episodi (2019)

### Altro
- Quand j'étais Porno - cortometraggio, regia di Michel Cammeo (2003)
- Les marches du podium - documentario (2004)
- Rive Glauque - cortometraggio, regia di Steven Ada e Eric Poulet (2008)
- Sit in - cortometraggio, regia di Frédéric Dubreuil (2008)
- Vrai semblant - cortometraggio, regia di Alexis Duflos (2010)